# 567 Szwadron Rozpoznawczy Wschodnich Wojsk
567 Szwadron Rozpoznawczy Wschodnich Wojsk (ros. 567-й разведэскадрон восточных войск) – kolaboracyjny oddział wojskowy kawalerii złożony z mieszkańców ZSRR podczas II wojny światowej.
W sierpniu 1942 r., kiedy sztab niemieckiego LVI Korpusu Pancernego gen. Ferdinanda Schaala znalazł się w lokalnym okrążeniu nad jeziorem Ilmen, został przy nim sformowany 200-osobowy ochotniczy oddział wojskowy złożony z b. jeńców wojennych-czerwonoarmistów. Utworzył go na polecenie szefa sztabu korpusu płk. Haralda Freiherra von Elverfeldta biały emigrant pochodzenia gruzińskiego książę Gieorgij N. Czawczawadze, który służył w sztabie korpusu. Po wyrwaniu się Niemców z okrążenia oddział został przeformowany w szwadron kawalerii. Mianowany rotmistrzem G. N. Czawczawadze nazwał go nieoficjalnie Armią Rosyjskiego Zjednoczonego Związku Ochotniczego. Nazwa miała jedynie charakter propagandowy w celu zwerbowania jak największej liczby ochotników. Szwadron wzmocniono nowymi b. czerwonoarmistami i ochotnikami. Ponadto tworzono oddziały lokalnej samoobrony w okolicznych wsiach. Szwadron działał na północnym odcinku frontu wschodniego. Wykonywał on głównie zadania zwiadowcze, chociaż brał też udział w ciężkich walkach frontowych pod Rżewem, Wołokołamskiem, czy Klinem. Jesienią 1944 r. resztki szwadronu zostały wycofane z frontu do Niemiec, gdzie w Münsingen weszły w skład nowo formowanej 1 Dywizji Sił Zbrojnych Komitetu Wyzwolenia Narodów Rosji. Utworzyły 3 Szwadron Dywizjonu Rozpoznawczego Dywizji, na czele którego stanął rtm. G. N. Czawczawadze.